# Memorias de un perro escritas por su propia pata

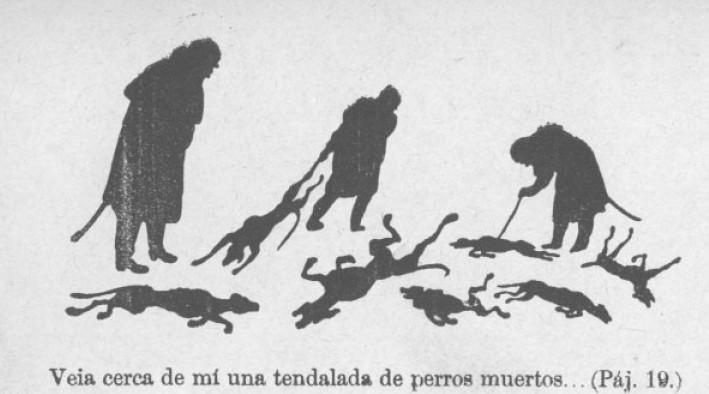
Ilustración de la edición de 1893.

Memorias de un perro escritas por su propia pata (1893), novela picaresca y costumbrista del escritor chileno Juan Rafael Allende. Fue originalmente publicada como folletín en el periódico satírico "El Poncio Pilatos", de propiedad de Allende, en 1893. Ese mismo año la novela era editada como libro.
Es famoso el inicio de la obra: "Soy hijo de una gran perra y de un perro no muy grande".
La obra expone los avatares de la vida política y las costumbres sociales chilenas, a través de la mirada de un perro quiltro (sin linaje). El protagonista se llama originalmente Rompecadenas, pero va cambiando de nombre a medida que cae en poder de un nuevo amo. Así Rompecadenas pasa de una casa elegante a manos un inválido de guerra que lo hace bailar al son de melodías militares, para ser descubierto por un empresario circense, o ser adoptado por una desagradable comunidad conventual. Su último nombre, Can-pino, que le dieron los frailes, es una alusión burlesca al presbítero Luis Campino, encargado en aquellos años de reimpulsar la educación católica chilena.
A través de esta estructura narrativa de historia concatenadas, el libro se pasea por los tópicos preferidos de su autor: lo grotesco, el anticlericalismo, la denuncia social, política y de costumbres, además de incluir episodios alegóricos a la reciente Guerra Civil de 1891, en la que Allende se había finalmente alineado en el bando perdedor, el de los seguidores del presidente José Manuel Balmaceda.
Se enmarca en la larga tradición de novelas autobiográficas de perros, que incluye desde la novela picaresca "El coloquio de los perros", de Miguel de Cervantes, hasta la saga de aventuras protagonizada por el perro bombero Cuatro Remos, del chileno Daniel Barros Grez, contemporáneo de J.R. Allende.
Esta novela ha sido reeditada en Chile en 1972 y el 2002.
- Datos: Q6010092